# Modrinja vas, Gospa Sveta
 Modrinja vas   (nemško Möderndorf) je vas ali kraj v občini Gospa Sveta (nemško Maria Saal)  na Koroškem. Vas ima 61 prebivalcev (stanje 1. januarja 2023). 

## Lega
Naselje Modrinja vas se nahaja na robu Gosposvetskega polja zahodno od občinskega središča Gospa Sveta, 6 KM od Celovca, 2 KM od odcepa glavne ceste pri Vojvodskem prestolu.  Na vzpetini pred vhodom v vas stoji po vasi imenovan Dvorec Modrinja vas.  Ob njem stoji podružnična cerkev  posvečena sv. Jakobu in sv. Ani, ki spada pod župnijo Poreče na gori.  

## Zgodovina
Modrinja vas se v listinah prvič omenja leta 1164. Okolica Modrinje vasi je bila v listinah prvič omenjena leta 983, ko jo je cesar Oton II. podaril cerkvi sv. Lambrehta v Porečah na gori (nem.: Pörtschach am Berg) (Poreče na gori). Gradič Modrinja vas je poleg katedrale Gospe svete ena najstarejših zgradb na Gosposvetskem polju. Verjetno so na mestu sedanjega gradiča koroški vojvode najbolj zgodaj v drugi polovici 13. stoletja zgradili manjšo lovsko bazo. V začetku 14. stoletja je bila dograjena v skromno stolpasto utrdbo, v kateri je leta 1346 živel Nikolaj z Modrinje vasi. Modrinjski vitezi so imeli pokopališče v sosednji Gospe sveti, kjer so trije družinski nagrobniki. Jera (Gertruda) Modrinjska se je poročila z Otonom Hodiškim (Otto von Keutschach) in mu v zakon prinesla dom svojih prednikov. Pod Hodiškimi so nekdanjo romansko rezidenco preuredili v današnji renesančni grad. Rodbina je upravljala tudi grad Plešivec (nem.: Tanzenberg) v soseščini.
Leta 1607 je Žiga Hodiški oba grad in dvorec zastavil Adamu Halleškemu. Ko je leta 1660 umrl Volf Leonhard, nekdanji dedni oskrbnik Koroške in zadnji Hodiški, je graščina Modrinja vas prešla na njegovega zeta Maksa barona Jabornegga. Ta je dal narediti večjo razširitev graščine. V celovškem muzeju hranijo spominski kamen iz graščine Modrinja vas, ki govori o prenovi stolpa leta 1662. Jaborneggom so sledili baroni Schluga. Leta 1803 je posest pridobil Franc Ksaver Wagner, vendar je bila graščina leta 1816 prodana na dražbi. Novi lastnik je postal Matija Perko. Leta 1866 je sledil Anton Capellari, ki pa je graščino ali dvorec Modrinjo vas še istega leta prodal Katarini Plappart. Družina Plappart je tu živela do leta 1896, ko je nova lastnica gradu postala Barbara Kaschütz. V 19. stoletju je bila stavba s prenovami precej spremenjena. V 20. stoletju so se lastniki večkrat zamenjali,

## Podružnična cerkev  sv. Jakoba in sv. Ane
Majhna cerkvena stavba iz 12. stoletja, ki je verjetno služila kot kapela sosednjega gradu, je bila obnovljena v začetku 16. stoletja. Stene ladje izvirajo iz romanskega obdobja, poligonalna apsida iz poznega gotskega obdobja. Na vzhodni steni je grbovni kamen z napisom iz leta 1524 z grbom Hodiških. Obnovljena, šeststranska streha je okronana s čebulno kupolo. Na zahodni strani cerkve je rimska (iz leta okoli 200) pogrebna stela s portretnim doprsnim kipom in pogrebnim epigramom Erasine ter nagrobnik z napisom za Evtiha, davčnega uradnika deželne uprave, ki so ga zgradili njegova žena Claudia Domna, njegova otroka Favstina in Romul ter njegovi podrejeni.
Glavni oltar v cerkvi je iz let okoli 1670. Na oltarju je izrezljana figura Piete, v stranskih arkadah pa figure Juda Tadeja in evangelista Janeza. Poleg tega je v cerkvi heraldični nagrobnik Andreja Jabornegga iz leta 1654.